# FC Würzburger Kickers
FC Würzburger Kickers is een Duitse voetbalvereniging uit de stad Würzburg, in het noorden van de deelstaat Beieren. De club werd in 1907 opgericht en speelde in de seizoenen 1977/78 en 2016/17 in de 2. Bundesliga. In de jaren zeventig was dat precies in de periode dat ook stadsrivaal FV Würzburg 04 op het op een na hoogste niveau uitkwam. Slechts na één seizoen degradeerde de club weer en daarna bivakkeerde de club meestal in de amateurklassementen. Eind jaren zeventig gingen het steeds verder bergaf met de club totdat de club in het seizoen 2002/2003 een absoluut dieptepunt beleefde. Dat seizoen degradeerde de club naar de Bezirksliga, het zevende niveau in het Duitse voetbal. Vanaf toen ging het een stuk beter en ondanks een paar degradaties kon Würzburg in 2012 naar de nieuwe Regionalliga Bayern, het vierde niveau, promoveren.
De club draaide goed mee in de regionalliga. In het seizoen 2013/14 kwam de club met het Projekt 3x3 op de proppen: binnen de drie seizoenen zou de club naar de 3. Liga promoveren. De succestrainer van Würzburg, Dieter Wirsching, nam afscheid en zijn plaats werd ingenomen door Bernd Hollerbach, zelf een ex-speler en co-trainer van verschillende Duitse Bundesligaclubs als Schalke 04 en VfL Wolfsburg. Het volgende seizoen 2014/2015 verliep voorspoedig voor de club. Tot de 15de speeldag wisselden de Kickers en tweede ploeg van TSV 1860 München met elkaar geregeld de tweede en de eerste plaats. De Kickers slaagden er vanaf dan in om de leidersplaats voor de rest van het seizoen te behouden. De club werd kampioen in de Regionalliga Bayern en was op die manier gekwalificeerd voor de play-offs voor de promotie naar de 3. Liga. Tegen de 1. FC Saarbrücken werd het voor de bezoekers uit Würzburg 0-1, maar in de terugwedstrijd in Würzburg stond het na 120 minuten 0-1 voor de bezoekers. Na strafschoppen slaagden de Kickers erin om met 6-5 te winnen en zo voor het eerst sinds het seizoen 1990/1991 weer naar de derde klasse te promoveren. In het eerste seizoen werd de ploeg derde en promoveerde na beslissingsduels met MSV Duisburg naar de 2. Bundesliga. Na een goede start in het seizoen 2016/2017 zakte Würzburg in de tweede seizoenshelft af naar de 17e en voorlaatste plaats met directe degradatie naar de 3. Liga als gevolg. Drie jaar later in 2020 slaagden de Würzburgers er in om het verloren gegane terrein terug te winnen.

## Erelijst
- Halve finale Duits amateurkampioenschap: 1955
- Bayernliga kampioen: 1977
- 2. Bundesliga: seizoen 1977/78
- Kampioen Landesliga Nord: 1989/1990, 1996/1997 en 2011/2012
- Kampioen Bezirksliga: 2003/2004
- Kampioen Bezirksoberliga: 2004/2005
- Dubbele promotie van de Landesliga (VI) naar de Regionalliga (IV): 2011/2012
- Promotie naar de 3. Liga: 2014/15
- Promotie naar de 2. Bundesliga: 2015/16
- Bayerischer Pokal : 2014, 2016, 2019

## Eindklasseringen vanaf 1964 (grafiek)
- 1964 12e
Niveau 3
- 1965 4e
Niveau 3
- 1966 3e
Niveau 3
- 1967 12e
Niveau 3
- 1968 10e
Niveau 3
- 1969 12e
Niveau 3
- 1970 11e
Niveau 3
- 1971 6e
Niveau 3
- 1972 5e
Niveau 3
- 1973 15e
Niveau 3
- 1974 8e
Niveau 3
- 1975 6e
Niveau 3
- 1976 3e
Niveau 3
- 1977 1e
Niveau 3
- 1978 19e
2. Bundesliga
- 1979 13e
Oberliga
- 1980 14e
Oberliga
- 1981 5e
Oberliga
- 1982 3e
Oberliga
- 1983 19e
Oberliga
- 1984 4e
Niveau 4
- 1985 7e
Niveau 4
- 1986 9e
Niveau 4
- 1987 4e
Niveau 4
- 1988 13e
Niveau 4
- 1989 4e
Niveau 4
- 1990 1e
Niveau 4
- 1991 17e
Oberliga
- 1992 4e
Niveau 4
- 1993 11e
Niveau 4
- 1994 15e
Niveau 4
- 1995 9e
Verbandsliga
- 1996 7e
Verbandsliga
- 1997 1e
Verbandsliga
- 1998 16e
Oberliga
- 1999 9e
Verbandsliga
- 2000 5e
Verbandsliga
- 2001 8e
Verbandsliga
- 2002 17e
Verbandsliga
- 2003 13e
Niveau 6
- 2004 1e
Niveau 7
- 2005 1e
Niveau 6
- 2006 6e
Verbandsliga
- 2007 6e
Verbandsliga
- 2008 2e
Verbandsliga
- 2009 18e
Oberliga
- 2010 4e
Niveau 6
- 2011 5e
Niveau 6
- 2012 1e
Niveau 6
- 2013 10e
Regionalliga
- 2014 11e
Regionalliga
- 2015 1e
Regionalliga
- 2016 3e
3. Liga
- 2017 17e
2. Bundesliga
- 2018 5e
3. Liga
- 2019 5e
3. Liga
- 2020 2e
3. Liga
- 2021 18e
2. Bundesliga
- 2022 18e
3. Liga
- 2023 2e
Regionalliga
- 2024 1e
Regionalliga
- 2025 3e
Regionalliga

- Niveau 2
- Niveau 3
- Niveau 4
- Niveau 5
- Niveau 6
- Niveau 7

| Legenda niveautijdlijn | Legenda niveautijdlijn      | Legenda niveautijdlijn      | Legenda niveautijdlijn      | Legenda niveautijdlijn    | Legenda niveautijdlijn |
| Liga                   | Seizoen 1963/64 t/m 1973/74 | Seizoen 1974/75 t/m 1993/94 | Seizoen 1994/95 t/m 2007/08 | Seizoen 2008/09 tot heden | Opmerking              |
| ---------------------- | --------------------------- | --------------------------- | --------------------------- | ------------------------- | ---------------------- |
| Bundesliga             | Niveau I                    | Niveau I                    | Niveau I                    | Niveau I                  |                        |
| 2. Bundesliga          | --                          | Niveau II                   | Niveau II                   | Niveau II                 |                        |
| 3. Liga                | --                          | --                          | --                          | Niveau III                |                        |
| Regionalliga           | Niveau II                   | --                          | Niveau III                  | Niveau IV                 |                        |
| Oberliga               | --                          | Niveau III *                | Niveau IV                   | Niveau V                  | * vanaf 1978/79        |

## Eindklasseringen vanaf 1964
| Seizoen | Competitie                   | Niveau | Eindstand | DFB Pokal | Opmerking |
| ------- | ---------------------------- | ------ | --------- | --------- | --- |
| 1963/64 | Bayernliga                   | III    | 12        | --        | |
| 1964/65 | Bayernliga                   | III    | 4         | --        | |
| 1965/66 | Bayernliga                   | III    | 3         | --        | |
| 1966/67 | Bayernliga                   | III    | 12        | --        | |
| 1967/68 | Bayernliga                   | III    | 10        | --        | |
| 1968/69 | Bayernliga                   | III    | 12        | --        | |
| 1969/70 | Bayernliga                   | III    | 11        | --        | |
| 1970/71 | Bayernliga                   | III    | 6         | --        | |
| 1971/72 | Bayernliga                   | III    | 5         | --        | |
| 1972/73 | Bayernliga                   | III    | 15        | --        | |
| 1973/74 | Bayernliga                   | III    | 8         | --        | |
| 1974/75 | Bayernliga                   | III    | 6         | --        | |
| 1975/76 | Bayernliga                   | III    | 3         | --        | |
| 1976/77 | Bayernliga                   | III    | 1         | --        | |
| 1977/78 | 2. Bundesliga-Süd            | II     | 19        | --        | |
| 1978/79 | Bayernliga                   | III    | 13        | 1e ronde  | < SC Herford: 1-2 |
| 1979/80 | Bayernliga                   | III    | 14        | --        | |
| 1980/81 | Bayernliga                   | III    | 5         | 2e ronde  | < Fortuna Düsseldorf: 0-2                                                                                                |
| 1981/82 | Bayernliga                   | III    | 3         | 1e ronde  | < SV Neckargerach: 2-4                                                                                                   |
| 1982/83 | Bayernliga                   | III    | 19        | --        | |
| 1983/84 | Landesliga Nord              | IV     | 4         | --        | |
| 1984/85 | Landesliga Nord              | IV     | 7         | --        | |
| 1985/86 | Landesliga Nord              | IV     | 9         | --        | |
| 1986/87 | Landesliga Nord              | IV     | 4         | --        | |
| 1987/88 | Landesliga Nord              | IV     | 13        | --        | play-off om 13e plaats > TSV Schlüsselfeld 1-1 (5-4 n.s.); pd-wedstrijden > TSV Hirschaid: 3-0, SV Bergtheim 3-2         |
| 1988/89 | Landesliga Nord              | IV     | 4         | --        | |
| 1989/90 | Landesliga Nord              | IV     | 1         | --        | |
| 1990/91 | Bayernliga                   | III    | 17        | --        | |
| 1991/92 | Landesliga Nord              | IV     | 4         | --        | |
| 1992/93 | Landesliga Nord              | IV     | 11        | --        | |
| 1993/94 | Landesliga Nord              | IV     | 15        | --        | |
| 1994/95 | Landesliga Nord              | V      | 9         | --        | herinvoering Regionalliga                                                                                                |
| 1995/96 | Landesliga Nord              | V      | 7         | --        | |
| 1996/97 | Landesliga Nord              | V      | 1         | --        | |
| 1997/98 | Bayernliga                   | IV     | 16        | --        | |
| 1998/99 | Landesliga Nord              | V      | 6         | --        | |
| 1999/00 | Landesliga Nord              | V      | 6         | --        | |
| 2000/01 | Landesliga Nord              | V      | 2         | --        | |
| 2001/02 | Landesliga Nord              | V      | 18        | --        | |
| 2002/03 | Bezirksoberliga Unterfranken | VI     | 13        | --        | |
| 2003/04 | Bezirksliga Unterfranken     | VII    | 1         | --        | |
| 2004/05 | Bezirksoberliga Unterfranken | VI     | 1         | --        | |
| 2005/06 | Landesliga Nord              | V      | 6         | --        | |
| 2006/07 | Landesliga Nord              | V      | 6         | --        | |
| 2007/08 | Landesliga Nord              | V      | 2         | --        | |
| 2008/09 | Bayernliga                   | V      | 18        | --        | invoering 3. Liga |
| 2009/10 | Landesliga Nord              | VI     | 4         | --        | |
| 2010/11 | Landesliga Nord              | VI     | 5         | --        | |
| 2011/12 | Landesliga Nord              | VI     | 1         | --        | promotie play-off > BC Aichach: 3-0 uit / 1-1 thuis                                                                      |
| 2012/13 | Regionalliga Bayern          | IV     | 10        | --        | |
| 2013/14 | Regionalliga Bayern          | IV     | 11        | --        | winnaar Bayerischer Pokal > SV Schalding-Heining: 2-2 (6-4 n.s.)                                                         |
| 2014/15 | Regionalliga Bayern          | IV     | 1         | 2e ronde  | < Eintracht Braunschweig: 0-1                                                                                            |
| 2015/16 | 3. Liga                      | III    | 3         | 1e ronde  | < Werder Bremen: 0-2 n.v.; PD-wedstrijden > MSV Duisburg: 2-0 / 2-1; winnaar Bayerischer Pokal > SpVgg Unterhaching: 6-2 |
| 2016/17 | 2. Bundesliga                | II     | 17        | 2e ronde  | < TSV 1860 München: 0-0 (3-4 n.s.)                                                                                       |
| 2017/18 | 3. Liga                      | III    | 5         | 1e ronde  | < Werder Bremen: 0-3 |
| 2018/19 | 3. Liga                      | III    | 5         | --        | winnaar Bayerischer Pokal > Viktoria Aschaffenburg: 3-0                                                                  |
| 2019/20 | 3. Liga                      | III    | 2         | 1e ronde  | < TSG 1899 Hoffenheim: 3-3 (4-5 n.s.)                                                                                    |
| 2020/21 | 2. Bundesliga                | II     | 18        | 1e ronde  | < Hannover 96: 2-3 |
| 2021/22 | 3. Liga                      | III    | 18        | 1e ronde  | < SC Freiburg: 0-1 |
| 2022/23 | Regionalliga Bayern          | IV     | 2         | --        | |
| 2023/24 | Regionalliga Bayern          | IV     | 1         | --        | Promotie play-off > Hannover '96 II: 1-0 (T)/2-3 (4-5) U; finalist Bayerischer Pokal > Offenbacher FC Kickers 1901: 1-2  |
| 2024/25 | Regionalliga Bayern          | IV     | 3         | 1e ronde  | < TSG 1899 Hoffenheim: 2-2 (3-5 n.s.)                                                                                    |
| 2025/26 | Regionalliga Bayern          | IV     | .         |           | |

## Bekende (oud-)spelers
- Chris David (2021 - 2021)
- Douglas (2020 - 2021)
- Lothar Emmerich (1977 - 1978)
- Ewerton (2020 - 2021)
- Bernd Hollerbach (2014 - 2017)
- Rajiv van La Parra (2021)
- Stefan Reisch (1972 - 1973)
- Ben Verberkt (2014)
- Eric Verstappen (2019)
- Gerd Zewe (1987 - 1988)

## Link
https://www.wuerzburger-kickers.de/
SpVgg Ansbach 09 · 
Viktoria Aschaffenburg ·
TSV Aubstadt ·
FC Augsburg II ·
TSV Schwaben Augsburg ·
FC Eintracht Bamberg ·
TSV Buchbach ·
SV Wacker Burghausen ·
SpVgg Greuther Fürth II ·
SpVgg Hankofen-Hailing ·
FV Illertissen ·
FC Bayern München II ·
Türkgücü München ·
1. FC Nürnberg II ·
1. FC Schweinfurt 05 ·
DJK Vilzing ·
FC Würzburger Kickers
1 Giefer ·
3 Hofmann ·
4 Dietz ·
5 Kwadwo ·
6 Kraulich ·
7 Lotrič ·
8 Nikolov ·
9 Baumann ·
10 Staude ·
11 Sané ·
12 Sontheimer ·
14 Hansen ·
17 Ünlü ·
18 David ·
19 Douglas ·
20 Munsy ·
21 Hemmerich ·
22 Hägele  ·
23 Flecker ·
25 Meisel ·
26 Schweers ·
27 Toko ·
28 Feick ·
29 Kopacz ·
30 Ewerton ·
33 Verstappen ·
34 Ronstadt ·
38 Hermann ·
39 Bonmann ·
Coach: Trares